# Kosman
Kosman je naseljeno mjesto u općini Foča, Republika Srpska, BiH. Nalazi se na lijevoj obali rijeke Drine, 1 km sjeverno od ušća Sutjeske u Drinu. Tri kilometra jugozapadno je Nacionalni park Sutjeska.

## Stanovništvo
| Narod     | Popis 1961. | Popis 1971. | Popis 1981. | Popis 1991. |
| --------- | ----------- | ----------- | ----------- | ----------- |
| Hrvati    |             |             |             |             |
| Muslimani | 109         | 148         | 88          | 64          |
| Srbi      | 49          |             | 15          | 4           |
| ostali    | 93          | 1           |             | 1           |
| Ukupno    | 251         | 149         | 103         | 69          |